# Rubus positivus
Rubus positivus es una especie de planta del género Rubus, perteneciente a la familia Rosaceae.

## Taxonomía
Rubus positivus fue descrita por Liberty Hyde Bailey en 1949.

## Distribución
Se encuentra en el territorio de Connecticut.